# Не дозволи ми да одем (филм)
Не дозволи ми да одем (енгл. Never Let Me Go) је британска дистопијска научно фантастична драма базирана на истоименом роману Казуа Ишигура.
Филм је режирао Марк Романек, а главне улоге тумаче Кери Малиган, Ендру Гарфилд и Кира Најтли.

### Радња
Кети, Томи и Рут проводе детињство у наизглед идиличном енглеском интернату Хејлшаму. Њихови снови се руше када сазнају да су клонови креирани због донације органа и да никада неће имати обичан живот коме се надају. Како одрастају припремају се за сурову реалност која их чека и покушавају да схвате одакле долазе и која је њихова права сврха.

### Улоге
- Кери Малиган као Кејти Х
  - Изобел Микл-Смол као млада Кејти
- Кира Најтли као Рут Ц
  - Ела Парнел као млада Рут
- Ендру Гарфилд као Томи Д
  - Чарли Роу као млади Томи
- Сали Хокинс као Мис Луси
- Шарлот Ремплинг као Мис Емили
- Натали Ричард као Мадам
- Домнал Глисон као Родни
- Андреа Рајзбро као Криси